# Dreieckskopfottern
Die Dreieckskopfottern (Agkistrodon) sind eine mit vier Arten in Nord- und Mittelamerika verbreitete Schlangengattung aus der Unterfamilie der Grubenottern (Crotalinae). Sie werden im Deutschen auch als Mokassinottern oder Mokassinschlangen bezeichnet.

## Beschreibung
Dreieckskopfottern sind gedrungene und kräftig gebaute, mittelgroße bis große Schlangen. Die Körperlänge liegt bei der kleinsten Art, dem Nordamerikanischen Kupferkopf bei 50 bis 95 cm, maximal 135 cm; bei der größten Art, der Wassermokassinotter bei 75 bis 155 cm, maximal 185 cm. Soweit bekannt, sind Männchen bei allen Arten im Mittel deutlich größer und schwerer als Weibchen.
Der Kopf ist relativ breit, die wie bei allen Grubenottern vorhandenen Giftzähne sind relativ kurz. Die Oberseite der Schlangen ist quergebändert oder, insbesondere bei der Wassermokassinotter, mehr oder weniger einfarbig. Sie haben ein Lacunolabiale (Grübchenlippe), die Kopfoberseite weist im Normalfall neun große Schilder auf, manchmal zusätzlich noch einige kleinere Schuppen. Die Rückenschuppen sind in der Körpermitte im Mittel in 23, nur bei A. piscivorus in 25 Längsreihen angeordnet. Bei allen Arten ist das Schwanzende der Jungtiere hellgelb bis grün.

## Verbreitung und Lebensraum

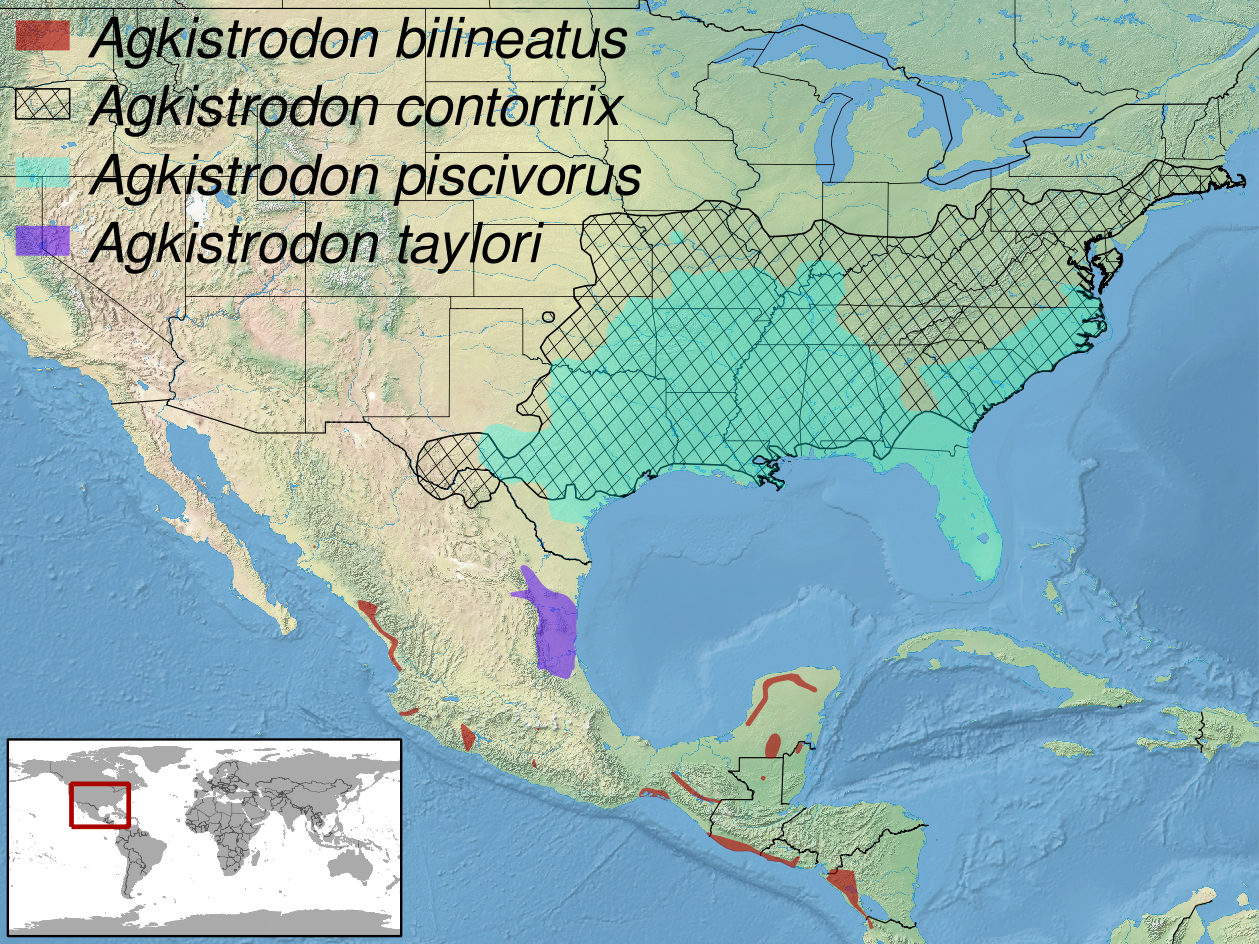
Verbreitungsgebiet

Die vier Arten der Dreieckskopfottern bewohnen Nord- und Mittelamerika. Zwei Arten (Agkistrodon contortrix und A. piscivorus) besiedeln die gemäßigten und subtropischen Zonen im östlichen und südlichen Nordamerika, die beiden anderen Arten (A. bilineatus und A. taylori) leben in den tropischen Gebieten Mexikos und Mittelamerikas. Sie sind bodenbewohnend (terrestrisch) bis semiaquatisch und kommen dabei überwiegend in Wäldern vor. Alle Arten zeigen eine gewisse Bindung an stehende Gewässer und schwimmen gern, obwohl drei der vier Arten auch in trockenen Habitaten, weit entfernt von solchen Gewässern, angetroffen werden können.

## Lebensweise

### Ernährung
Wie alle Grubenottern haben die Dreieckskopfottern spezielle Grubenorgane an den Kopfseiten zwischen Nasenloch und Augen, mit denen sie Wärmestrahlung (Infrarotstrahlung) wahrnehmen, so dass sie auch nachts jagen können. Die Nahrungssuche erfolgt jedoch auch visuell und mit dem Geruchssinn. Kleine Säuger und andere Landwirbeltiere werden blitzschnell gebissen und sofort wieder losgelassen. Sollten sie dem Gift nicht sofort erliegen, folgt die Schlange dem Geruch der geflüchteten Beute, bis sie sie gefunden hat.
Bei Jungtieren aller vier Arten ist ein ungewöhnliches Jagdverhalten zu beobachten: Sie bewegen ihre helle Schwanzspitze als Köder hin und her, um Beute in ihre Nähe zu locken. Mit zunehmendem Alter schwindet das Verhalten ebenso wie die helle Färbung des Schwanzes.
Das Nahrungsspektrum aller Arten scheint sehr breit zu sein und umfasst praktisch alle kleinen Wirbeltiere des jeweiligen Lebensraumes, unter anderem Amphibien, kleine Schildkröten, junge Alligatoren, Eidechsen, Schlangen, Vögel und kleine Säugetiere. Die Wassermokassinotter frisst auch häufig Fische, was bei den anderen Arten kaum vorkommt. Sie ist offenbar auch die einzige Art der Gattung, die regelmäßig Aas (kleine Wirbeltiere) frisst. Insbesondere Jungtiere aller Arten fressen auch Wirbellose, nachgewiesen sind unter anderem Spinnen, Zikaden, Heuschrecken, Libellen, Schmetterlingsraupen und Landschnecken.

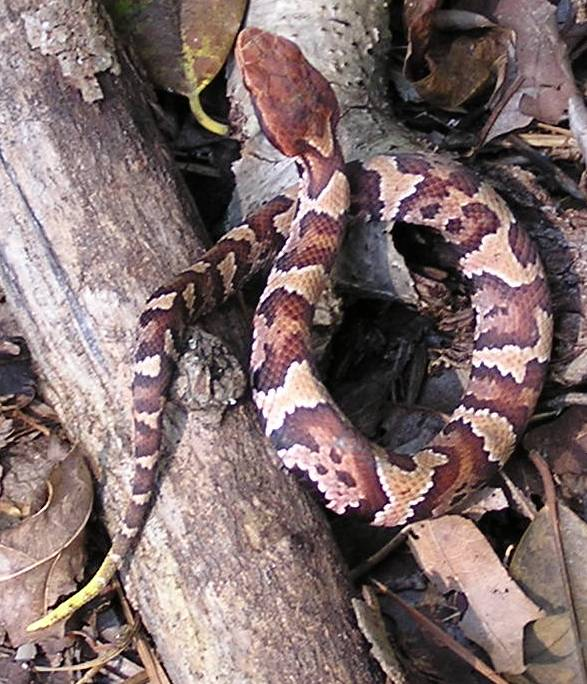
Wassermokassinotter (A. p. piscivorus), Jungtier mit auffallend gelbem Schwanzende

### Fortpflanzung
Dreieckskopfottern sind mit zwei bis drei Jahren geschlechtsreif. Sie sind lebendgebärend (ovovivipar) und bekommen 2 bis 20, meist zwischen 5 und 12 relativ große Junge. Die beiden nördlicher verbreiteten Arten (A. contortrix und A. piscivorus) paaren sich im Herbst, oder im Frühling unmittelbar nach Verlassen des Winterquartiers; die Geburt der Jungen erfolgt im Zeitraum von August bis Anfang Oktober. Die beiden südlicheren Arten (A. bilineatus und A. taylori) haben weniger stark eingegrenzte Fortpflanzungszeiten. Die Paarung erfolgt von November bis April, die Jungtiere werden in der Regenzeit von Mai bis September geboren.

### Lebenserwartung
Angaben zum durchschnittlichen und maximalen Alter freilebender Individuen gibt es von keiner Art. In Gefangenschaft erreichte Höchstalter waren bei A. contortrix 29 Jahre und 10 Monate, bei A. piscivorus 24 Jahre und 6 Monate, bei A. bilineatus mindestens 24 Jahre, und bei A. taylori 15 Jahre und 7 Monate.

## Systematik

### Fossile Überlieferung
Die frühesten sicher der Gattung Agkistrodon zuzuordnenden Funde fossiler Schlangen stammen aus dem späten Miozän (vor 10–12 Mio. Jahren) Amerikas.

### Externe Systematik

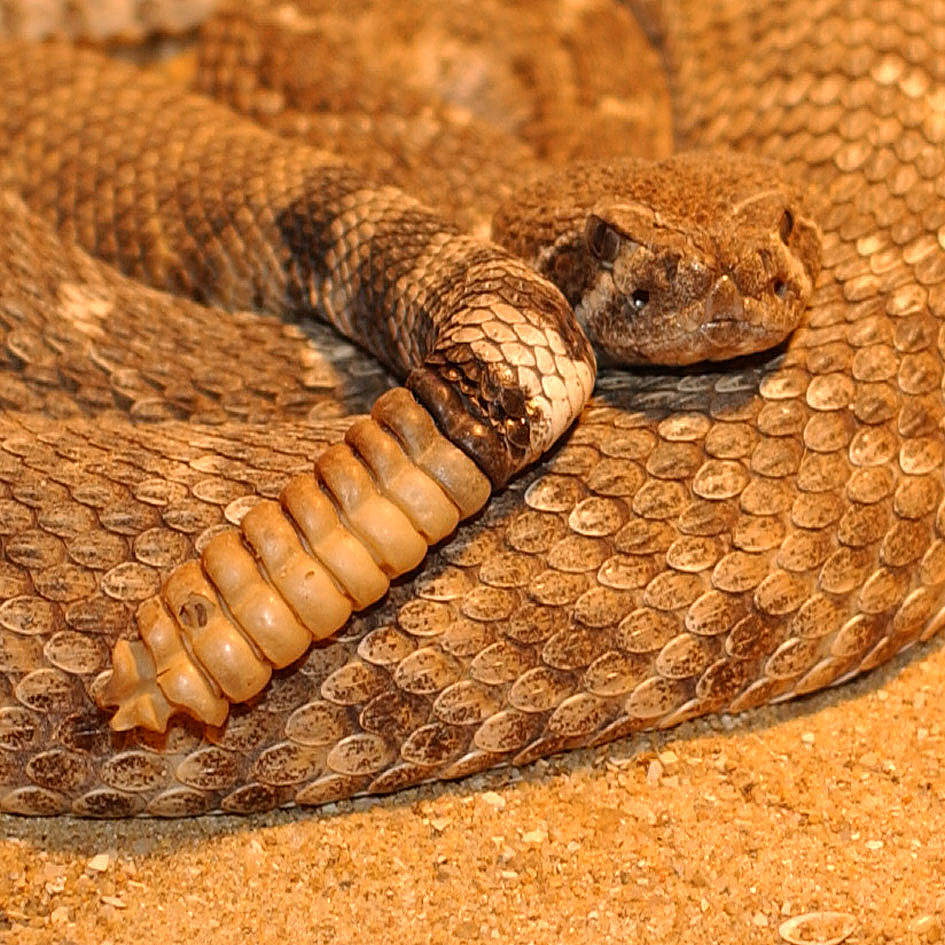
Texas-Klapperschlange; Klapperschlangen stellen die nächsten Verwandten der Dreieckskopfottern dar.

Welche Arten zur Gattung Agkistrodon gehören, war lange umstritten. Bis Anfang der 1990er Jahre wurden je nach Autor noch eine ganze Reihe asiatischer und europäischer Arten zu dieser Gattung gestellt, in einem Taxon „Agkistrodontini“ vereint oder als „Agkistrodon-Komplex“ bezeichnet. Die großen Schwierigkeiten bei der systematischen Einordnung der Arten waren wohl im Wesentlichen auf die mangelnde Differenzierung zwischen ursprünglichen (symplesiomorphen) und abgeleiteten (apomorphen) morphologischen Merkmalen bei dieser evolutionär relativ ursprünglichen Schlangengruppe zurückzuführen.
Durch molekulargenetische Untersuchungen der mitochondrialen DNA wurde seitdem jedoch die gemeinsame Abstammung (Monophylie) der amerikanischen Vertreter der Gattung nachgewiesen. Weiterhin wurde festgestellt, dass diese sehr viel enger mit den Klapperschlangen (Gattungen Crotalus und Sistrurus) verwandt sind als mit den bis dahin zu Agkistrodon gestellten eurasischen Arten. Diese eurasischen Arten werden seitdem unter die bereits früher vorgeschlagene Gattung Gloydius (Halysottern) gefasst; die Gattung Agkistrodon umfasst daher nur noch die vier amerikanischen Arten. Das Taxon „Agkistrodontini“ wurde als offensichtlich paraphyletisch verworfen.

### Interne Systematik

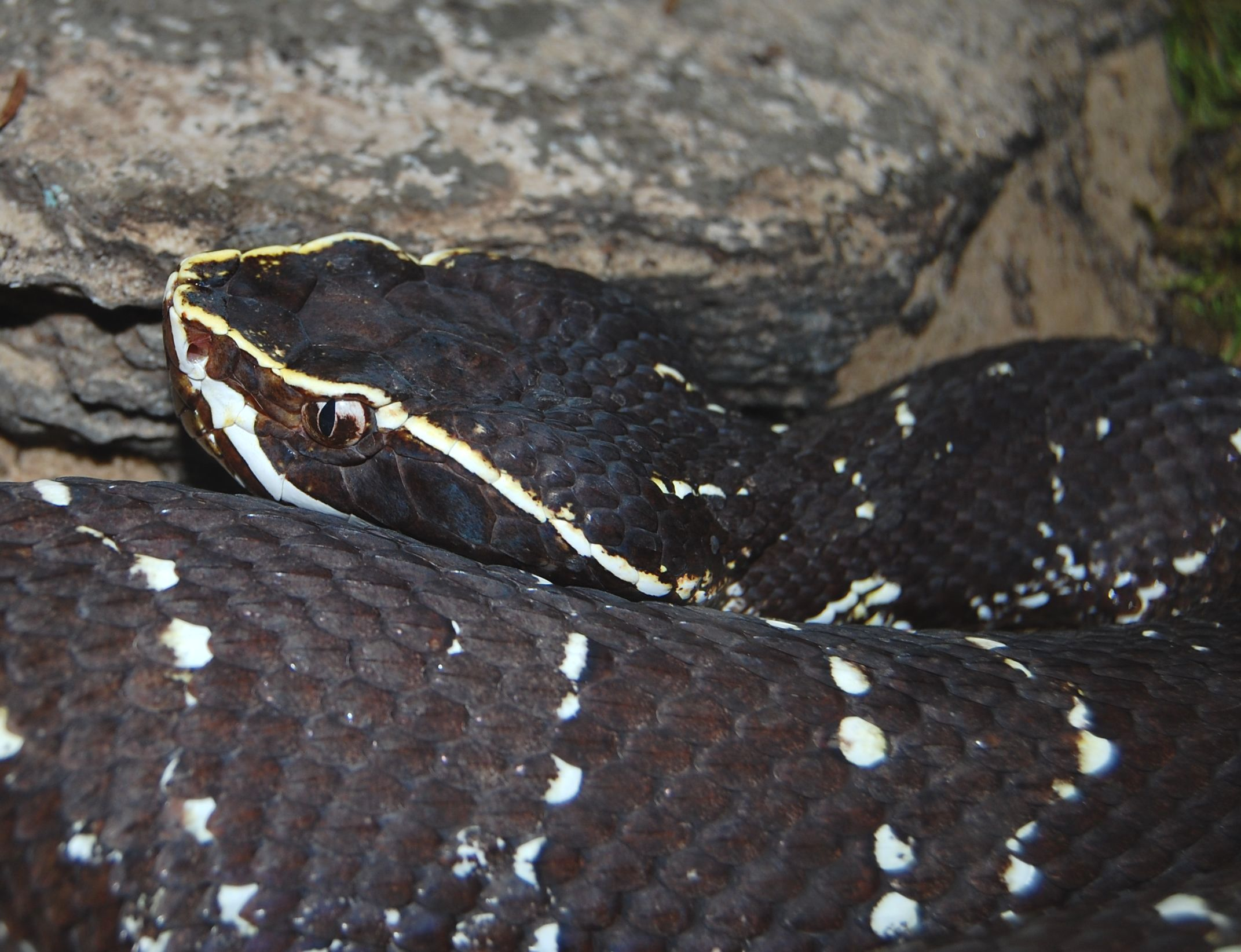
Mexikanische Mokassinotter (A. bilineatus)

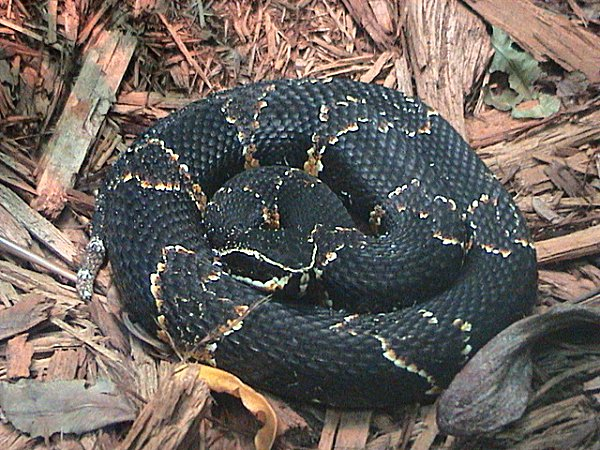
Agkistrodon taylori

Agkistrodon taylori wurde erst im Jahr 2000 Artstatus zuerkannt; sie galt vorher als Unterart der Mexikanischen Mokassinotter (A. bilineatus). Als frühester Seitenzweig eines gemeinsamen Vorfahren gilt der Kupferkopf (A. contortrix); A. piscivorus und A. bilineatus/A. taylori bilden Schwestertaxa.
|      | Wassermokassinotter (A. piscivorus)                                                                |
|      | |
| N.N. | \| \| Mexikanische Mokassinotter (A. bilineatus) \| \| \| \| \| \| Agkistrodon taylori \| \| \| \| |
|      | \| \| Mexikanische Mokassinotter (A. bilineatus) \| \| \| \| \| \| Agkistrodon taylori \| \| \| \| |
|      | Mexikanische Mokassinotter (A. bilineatus)                                                         |
|      | |
|      | Agkistrodon taylori                                                                                |
|      | |

|  | Mexikanische Mokassinotter (A. bilineatus) |
|  |                                            |
|  | Agkistrodon taylori                        |
|  |                                            |

|      | Wassermokassinotter (A. piscivorus)                                                                |
|      | |
| N.N. | \| \| Mexikanische Mokassinotter (A. bilineatus) \| \| \| \| \| \| Agkistrodon taylori \| \| \| \| |
|      | \| \| Mexikanische Mokassinotter (A. bilineatus) \| \| \| \| \| \| Agkistrodon taylori \| \| \| \| |
|      | Mexikanische Mokassinotter (A. bilineatus)                                                         |
|      | |
|      | Agkistrodon taylori                                                                                |
|      | |

|  | Mexikanische Mokassinotter (A. bilineatus) |
|  |                                            |
|  | Agkistrodon taylori                        |
|  |                                            |

Die Gattung Agkistrodon besteht heute aus acht Arten:
- Agkistrodon bilineatus Günther, 1863 (Mexikanische Mokassinotter)
- Agkistrodon conanti Gloyd, 1969 (Florida-Wassermokassinotter), vormals Agkistrodon piscivorus conanti
- Agkistrodon contortrix (Linnaeus, 1766) (Nordamerikanischer Kupferkopf)
- Agkistrodon howardgloydi Conant, 1984 (Gloyds Mokassinschlange), vormals Agkistrodon bilineatus howardgloydi
- Agkistrodon laticinctus Gloyd & Conant, 1934 (Breitband-Kupferkopf), vormals Agkistrodon contortrix laticinctus
- Agkistrodon piscivorus (Lacépède, 1789) (Wassermokassinotter)
- Agkistrodon russeolus Gloyd, 1972 (Mexikanische Mokassinschlange), vormals Agkistrodon bilineatus russeolus
- Agkistrodon taylori Burger & Robertson, 1951

### Namensherkunft
Der Gattungsname ist aus den griechischen Worten άγκιστρον agkistron = „Haken, Angelhaken“ und όδών odon = „Zahn, Schneidezahn“ zusammengesetzt. Wörtlich übersetzt bedeutet „Agkistrodon“ (gesprochen [aŋˈkɪstrodɔn]) also etwa „Hakenzahn“, was sich offensichtlich auf die Giftzähne bezieht. Über die Schreibweise des Namens gab es einige Verwirrung und eine wissenschaftliche Kontroverse. Ursache dafür war ein Schreibfehler in der Originalbeschreibung von Palisot de Beauvois, gefolgt von einem Fehler bei der Übertragung durch spätere Autoren. In der Originalbeschreibung findet sich in einer Fußnote der falsch geschriebene Name „Agkishodon“; im weiteren Text ist jedoch klar ersichtlich, dass der Autor die Gattung „Agkistrodon“ nennen wollte. In der Folgezeit wurde mehrfach darauf hingewiesen, dass bei korrekter Latinisierung der griechischen Wörter die Schreibweise „Ancistrodon“ zu bevorzugen wäre; ein entsprechender Antrag bei der International Commission on Zoological Nomenclature (ICZN) auf Änderung des Namens wurde jedoch abgelehnt.

## Verhalten gegenüber Menschen
Die beiden nördlichen Arten A. contortrix und A. piscivorus sind wenig aggressiv und versuchen Menschen aus dem Weg zu gehen. Sie beißen häufig auch dann nicht, wenn sie provoziert oder in die Enge getrieben werden. A. bilineatus und A. taylori gelten als deutlich leichter erregbar und aggressiver.

## Giftwirkung
Die Toxingemische der Grubenottern sind die mit Abstand komplexesten natürlichen Gifte. Sie enthalten eine Mischung von Enzymen, niedermolekularen Polypeptiden, Metallionen und anderen, in ihrer Funktion bisher kaum verstandenen Komponenten. Entsprechend vielfältig sind die Wirkungen dieser Gifte.
Das Gift der Dreieckskopfottern wirkt stark proteinabbauend und führt daher zur Zerstörung von Gewebe. Es verursacht starke Schmerzen, Rötungen, Schwellungen und Nekrosen in der Umgebung der Bissstelle. Das Gift wirkt hämolytisch und gerinnungshemmend; in schweren Fällen kann es die Blutgerinnung völlig unterbinden. Es bewirkt weiterhin eine Ausschüttung des Peptids Bradykinin, das unter anderem einen Abfall des Blutdrucks, Übelkeit, Brechreiz, Durchfall und eine Schmerzverstärkung verursacht. Es enthält außerdem das Enzym Phospholipase A2, welches eine toxische Wirkung auf Muskelfasern hat.
Eine systematische Erfassung gibt es nicht, aber nach Schätzungen werden in den USA jährlich etwa 8000 Menschen von Giftschlangen gebissen. Etwa 20 % der Bisse, also ungefähr 1600, erfolgen durch Kupferköpfe, weitere 9 % (also ungefähr 700), durch Wassermokassinottern. Durch die verbesserte medizinische Behandlung sind Todesfälle durch Kupferköpfe jedoch heute seltene Ausnahmen; auch die Anzahl der Todesfälle durch Wassermokassinottern wird auf durchschnittlich weniger als einen pro Jahr geschätzt.
Bei den beiden südlichen, aggressiveren Arten (A. bilineatus und A. taylori) ist auch die Giftwirkung offenbar erheblich stärker. Sie werden daher als deutlich gefährlicher eingeschätzt und haben zumindest bis Mitte der 1980er Jahre eine Reihe von Todesfällen verursacht; gesicherte aktuelle Zahlen zur jährlichen Anzahl von Bissen oder Todesfällen gibt es nicht. Bei rechtzeitiger Gabe von Antiserum sind Todesfälle vermeidbar. Die Gewebezerstörungen sind jedoch irreversibel und häufig mit einem dauerhaften Funktionsverlust der betroffenen Gliedmaße verbunden. Da A. bilineatus heute im Bestand stark gefährdet ist und das Areal von A. taylori sehr klein ist, spielen beide Arten in Mittelamerika bei Vergiftungen durch Schlangen vermutlich nur noch eine untergeordnete Rolle.
Insgesamt sind Giftwirkung und Anzahl der Todesfälle damit deutlich geringer als bei Klapperschlangen oder Amerikanischen Lanzenottern im selben Verbreitungsgebiet. Wie andere Grubenottern injizieren auch Dreieckskopfottern nicht unbedingt bei jedem Biss Gift in die Wunde, aber jedes Bissereignis sollte ernst genommen und medizinische Hilfe gesucht werden, auch wenn keine sofortige Giftwirkung erkennbar ist.